# Carl Svenson-Graner
Carl Jacob Svenson-Graner, född den 1 augusti 1881 i Vetlanda, död den 27 december 1955 på Visingsö, var en svensk författare. Han var bror till Hilma Svenson-Graner.

## Biografi
Svenson-Graner ägnade sig, efter 1902 avlagd studentexamen, åt tidningsverksamhet i Malmö och Stockholm. År 1910 debuterade han med en större skildring ur det småländska folklivet, särskilt de andliga rörelserna därinom, Yttersta domen (återutgiven 1930 i Vårt hems nordiska bibliotek). Den följdes av Skogsberga by (1911) Skogarnas folk (1913), Vägar som mötas (1918), alla med motiv från olika delar av Småland, vars natur och folklynne han återger. För folksjälen karakteristiska drag, som gå igen i sagor och legender, han sammanfattade i Den spelande linden (1919), liksom i Böljan och berget (1920). Folkpjäsen Stina Fager i Skogsberga by uppfördes både i Stockholm och i landsorten. Tillsammans med systern, under pseudonymen Hillis Grane, skrev han Östergårdsfolket. I den stora väckelsens tid, som utkom 1926. Senare utgav han Södra Kalmar läns hemslöjdsförening. Verksamheten 1921—1931 (1931), Sommarturer vid Kalmarsund. Några ord om Östsmåland och Öland som turistbygd (1932) och Landshövdingarna och länsstyrelsen i Kalmar. En historik (1935).

### Skönlitteratur
- Yttersta domen : en landtlig historia. Stockholm: Askerberg. 1910. Libris 3107513
  - Ny upplaga med annan titel:  Yttersta domen och andra berättelser. Vårt hems nordiska bibliotek. Stockholm: Vårt hem. 1930. Libris 1335704
- Skogsberga by : en krans berättelser. Stockholm: Askerberg. 1911. Libris 1640238
- Skogarnas folk. 1-2. Stockholm: A. V. Carlson. 1913. Libris 8222695
- Regnbågen : nio noveller. Stockholm: Norstedt. 1914. Libris 1640236
- Från vägar och byar. Stockholm: Norstedt. 1915. Libris 1640235
- Stina Fager : ett lantligt stycke i fyra akter. Uppsala: Askerberg. 1915. Libris 1640239
- Vägar som mötas. Uppsala: Lindblad. 1918. Libris 3107514
- Den spelande linden. Uppsala: Lindblad. 1919. Libris 1659393
- Böljan och berget. Uppsala: Lindblad. 1920. Libris 1659392
- Östergårdsfolket : i den stora väckelsens tid. Stockholm: Fosterl.-stift. 1926. Libris 1330653 - Tillsammans med Hillis Grane = Hilma Svenson-Graner.

### Varia
- Södra Kalmar läns hemslöjdsförening : Verksamheten 1921-1931. Kalmar: Barometern. 1931. Libris 1404903
- Sommarturer vid Kalmarsund : några ord om Östsmåland och Öland som turistbygd. Kalmar. 1932
- Landshövdingarna och länsstyrelsen i Kalmar : en historik. Södra Kalmar län ; 4. Kalmar. 1935. Libris 438976